# Resolutie 2051 Veiligheidsraad Verenigde Naties
Resolutie 2051 van de Veiligheidsraad van de Verenigde Naties werd unaniem door de VN-Veiligheidsraad aangenomen op 12 juni 2012. De resolutie eiste dat alle acties gericht op het ondermijnen van de regering van nationale eenheid van Jemen zouden stoppen. Anders zouden maatregelen onder artikel °41 van het handvest van de Verenigde Naties worden overwogen. Dat artikel gaf de Veiligheidsraad middelen om haar beslissingen te doen gelden, zoals economische sancties en het stopzetten van diplomatieke relaties.

## Achtergrond
Naar aanleiding van de Protesten in de Arabische wereld braken begin 2011 ook in Jemen protesten uit. Aanvankelijk waren die gericht tegen de slechte economische toestand, maar nadat het regime van president Saleh, die al 33 jaar aan de macht was, ze met geweld probeerde te onderdrukken werd ook diens aftreden geëist. De president bleef het leger inzetten tegen de betogers waarbij honderden doden vielen. Omgekeerd werd ook een aanslag gepleegd op het presidentieel paleis waarbij lijfwachten omkwamen en de president zelf zwaargewond raakte.

## Inhoud

### Waarnemingen
In november 2011 was een overgangsakkoord gesloten volgens welk president Saleh veel van zijn macht moet overdragen waarna hij volgend op presidentsverkiezingen zou opstappen, wat eind februari 2012 gebeurde. De situatie in Jemen bleef echter ernstig, en terreuraanslagen door Al Qaida in het bijzonder bleven doorgaan. Alle terreur tegen de bevolking, olie-, gas- en elektriciteitsinfrastructuur en de overheid werden veroordeeld. Daarbij werd ook verwezen naar de zelfmoordaanslag op een militaire parade in de hoofdstad op 21 mei 2012, waarbij tientallen soldaden de dood vonden.
Voorts kende het land ook grote economische en sociale problemen en hadden vele Jemenieten noodhulp nodig. 's Lands regering van nationale eenheid was gericht op een snelle stabilisatie en de uitvoering van een IMF-steunprogramma.

### Handelingen
Het akkoord moest volledig en op tijd worden uitgevoerd en geweld moest daarbij worden geschuwd. Tijdens de tweede fase ervan moest de aandacht gaan naar:
a. Een nationale conferentie,
b. Hervorming van leger en politie en het beëindigen van alle gewapende conflicten,
c. Justitie en nationale verzoening,
d. Grondwettelijke en electorale hervormingen en algemene verkiezingen in februari 2014.
Er moest een einde komen aan acties gericht tegen de regering van nationale eenheid, en de verantwoordelijken van mensenrechtenschendingen moesten worden berecht. Anders zouden maatregelen onder artikel °41 van het handvest van de Verenigde Naties overwogen worden. Verder had men bedenkingen bij de rekrutering van kinderen in het leger. Voorts werd de regering aangespoord onwettig vastgehouden betogers onmiddellijk vrij te laten. De internationale gemeenschap werd opgeroepen Jemen te helpen met de grote uitdagingen waar het land voor stond.

## Verwante resoluties
- Resolutie 2014 Veiligheidsraad Verenigde Naties (2011)
- Resolutie 2140 Veiligheidsraad Verenigde Naties (2014)
- Resolutie 2201 Veiligheidsraad Verenigde Naties (2015)
- Resolutie 2204 Veiligheidsraad Verenigde Naties (2015)

Lijst ·  2033 ·  2034 ·  2035 ·  2036 ·  2037 ·  2038 ·  2039 ·  2040 ·  2041 ·  2042 ·  2043 ·  2044 ·  2045 ·  2046 ·  2047 ·  2048 ·  2049 ·  2050 ·  2051 ·  2052 ·  2053 ·  2054 ·  2055 ·  2056 ·  2057 ·  2058 ·  2059 ·  2060 ·  2061 ·  2062 ·  2063 ·  2064 ·  2065 ·  2066 ·  2067 ·  2068 ·  2069 ·  2070 ·  2071 ·  2072 ·  2073 ·  2074 ·  2075 ·  2076 ·  2077 ·  2078 ·  2079 ·  2080 ·  2081 ·  2082 ·  2083 ·  2084 ·  2085